# Tell Me About Your Day
Tell Me About Your Day è il terzo singolo dell'album Mind How You Go della cantante britannica Skye, pubblicato nel 2006.

## Tracce
Testi e musiche di Skye Edwards.
1. Tell Me About Your Day – 3:18